# Slag bij Agrigentum
De Slag bij Agrigentum (Sicilië, 261 v.Chr.) was de eerste veldslag van de Eerste Punische Oorlog en de eerste grootschalige militaire confrontatie tussen Carthago en de Romeinse Republiek. De slag werd gevochten na een lang beleg van de stad, dat begon in 262 v.Chr. en resulteerde in zowel een Romeinse overwinning als ook het begin van Romeinse controle over Sicilië.